# Alessandra Denegri
Alessandra Denegri Martinelli (Lima, 22 de noviembre de 1986), es una actriz peruana. Es más conocida por sus papeles antagónicos en varias producciones, entre ellos, el rol de Cayetana Bogani en la serie televisiva Al fondo hay sitio.

## Biografía
Denegri estudió en el Colegio Villa María. Posteriormente, siguió la carrera de periodismo en la UPC, pero la dejó por la actuación.
Se inició como modelo de campañas publicitarias y en el año 2004 pasó a actuar en la telenovela Besos robados. Años después, tuvo el rol antagónico en la telenovela Graffiti de Frecuencia Latina. En 2008, estuvo en el grupo de bailarines peruanos que formaron parte de una escena del filme de Bollywood Enthiran (The Robot). El año siguiente, protagonizó el cortometraje Sin etiquetas.
En 2010, actuó en la serie Al fondo hay sitio de América Televisión, interpretando a Cayetana. Luego de ello, participó en Carmín, el musical.
A fines de 2011, se unió a ATV para antagonizar la telenovela Corazón de fuego, interpretando el papel de Valeria Durand de los Heros.
Luego de una corta participación en la serie Prófugos, producida en Chile para HBO Latinoamérica, regresó a Chile en noviembre de 2012 para sumarse a las grabaciones de la película Barrio Universitario, su debut en el cine. Filme también producido con Fábula.
En el 2013, Denegri anunció su compromiso con el roquero chileno Gustavo Leon Capdeville tras 1 mes de relación, pero esté acabó tres meses después.
En el 2014, regresó en la sexta temporada de Al fondo hay sitio en América Televisión, interpretando nuevamente a Cayetana.
En el 2015, actuó en la película peruana La herencia.
Denegri concursó en el reality show de baile El gran show conducido por Gisela Valcárcel, donde se retiró por problemas de salud.
En 2018, se casó con el DJ peruano Jota Haya de la Torre con quien tuvo una relación desde mayo de 2015. Sin embargo, este matrimonio falló y se terminó en diciembre de ese mismo año. Tras esto, en 2019, se mudó a Berlín para trabajar en Funkhaus Berlin.

## Filmografía

### Cine
| Año  | Título                                     | Personaje                                | Notas                            | Ref.   |
| ---- | ------------------------------------------ | ---------------------------------------- | -------------------------------- | ------ |
| 2009 | Sin etiquetas                              | Fátima                                   | Cortometraje                     | [ 14 ] |
| 2009 | Sin etiquetas                              | Fátima                                   | Rol Protagónico                  | [ 14 ] |
| 2010 | Enthiran (The Robot) o Enthiran (El Robot) | Miembro del grupo de bailarines peruanos | Rol de Invitada Especial (Cameo) | [ 15 ] |
| 2013 | Barrio Universitario                       | Celeste                                  | Debut en el cine                 | [ 16 ] |
| 2013 | Barrio Universitario                       | Celeste                                  | Largometraje                     | [ 16 ] |
| 2013 | Barrio Universitario                       | Celeste                                  | Rol Principal                    | [ 16 ] |
| 2014 | El demonio de los Andes                    |                                          | Largometraje                     |        |
| 2015 | La herencia                                |                                          | Largometraje                     | [ 17 ] |

### Televisión

#### Series y telenovelas
| Año       | Título                          | Personaje                                     | Notas                                | Ref.   |
| --------- | ------------------------------- | --------------------------------------------- | ------------------------------------ | ------ |
| 2004      | Besos robados                   | Rocío "Rossi"                                 | Rol Principal                        |        |
| 2008–2009 | Graffiti                        | Morgana Bryce Manucci "La Madrina"            | Rol Antagónico Principal             |        |
| 2009      | El enano                        | Grace                                         | Rol Principal                        |        |
| 2010      | Al fondo hay sitio              | Cayetana Bogani Bogani / "La Chamaquita"      | Rol Antagónico Principal             | [ 18 ] |
| 2013      | Al fondo hay sitio              | Cayetana Bogani Bogani / "La Chamaquita"      | Rol de Antagonista Invitada Especial |        |
| 2014      | Al fondo hay sitio              | Cayetana Bogani Bogani / "La Chamaquita"      | Rol Antagónico Principal             |        |
| 2016      | Al fondo hay sitio              | Cayetana Bogani Bogani / "La Chamaquita"      | Material de archivo (1 Episodio)     |        |
| 2022      | Al fondo hay sitio              | Cayetana Bogani Bogani / "La Chamaquita"      | Foto en spot televisivo              |        |
| 2014      | Al fondo hay sitio              | Cayetano Bogani                               | Rol de Antagonista Invitado Especial |        |
| 2011      | Ana Cristina                    | Victoria Aragón / de Benavides (Joven)        | Rol de Antagonista Invitada Especial |        |
| 2011–2012 | Corazón de fuego                | Valeria Durand de los Heros                   | Rol Antagónico Principal             | [ 19 ] |
| 2013      | Prófugos                        | Vanessa                                       | Rol de Invitada Especial             | [ 20 ] |
| 2016–2017 | El regreso de Lucas             | Chloe Wilhelm                                 | Rol Antagónico Principal             |        |
| 2016      | Mujercitas (Piloto)             | Josefina Morales García                       | Rol Protagónico                      |        |
| 2017      | Colorina                        | Diana Williams Castillo Banderas de Villamore | Rol Antagónico Reformado             |        |
| 2018      | Los López y la niñera           | Abril                                         | Rol Recurrente                       |        |
| 2019      | Señores Papis o Sres. Papis     | Antonia Fernández Ramos / de Pereyra          | Rol Principal                        |        |
| 2022      | Luz de luna 2: Canción para dos |                                               | Rol de Invitada Especial             |        |

#### Programas
| Año  | Título               | Rol        | Notas                                                                                  | Ref. |
| ---- | -------------------- | ---------- | -------------------------------------------------------------------------------------- | ---- |
| 2014 | Gisela, el gran show | Ella misma | Concursante Invitada (Secuencia: Mi hombre puede) (Con Javier Millership)              |      |
| 2015 | El gran show         | Ella misma | Temporada 13Concursante                                                                |      |
| 2015 | El gran show         | Ella misma | Debido a sus problemas de salud, fue reemplazada por Chris Soifer desde la novena gala |      |
| 2017 | Américlub            | Ella misma | Programa web de América Televisión                                                     |      |
| 2017 | Américlub            | Ella misma | Invitada Especial                                                                      |      |
| 2020 | En boca de todos     | Ella misma | Invitada Especial                                                                      |      |
| 2020 | América hoy          | Ella misma | Invitada Especial                                                                      |      |

### Vídeos musicales
| Año  | Título                 | Personaje       | Notas          | Ref. |
| ---- | ---------------------- | --------------- | -------------- | ---- |
| 2014 | La chamaquita          | Cayetana Bogani | De Erick Elera |      |
| 2014 | La chamaquita homicida | Cayetana Bogani | De Erick Elera |      |
| 2017 | Abrazáme               | Diana Williams  | De Iván Piana  |      |

## Teatro
| Año  | Título             | Personaje         | Notas | Ref.   |
| ---- | ------------------ | ----------------- | ----- | ------ |
| 2010 | Al fondo hay sitio | Cayetana Bogani   |       |        |
| 2011 | Carmín, el musical | Amiga de Fiorella |       | [ 21 ] |
| 2011 | Automáticos        | Fina              |       |        |

## Premios y nominaciones
| Año  | Premio          | Categoría        | Trabajo            | Resultado | Ref. |
| ---- | --------------- | ---------------- | ------------------ | --------- | ---- |
| 2014 | Premios Al Aire | Mejor Villana    | Al fondo hay sitio | Nominada  |      |
| 2015 | Premios Al Aire | Villana del 2015 | Al fondo hay sitio | Nominada  |      |